# Matt Halprin
Pour les articles homonymes, voir Halprin.
Matt Halprin est un entrepreneur américain, associé du groupe Omidyar Network et membre du conseil d'administration (Board of Trustees) de la fondation Wikimedia. Il est également ancien vice-président, trust & safety d'eBay.

## Études

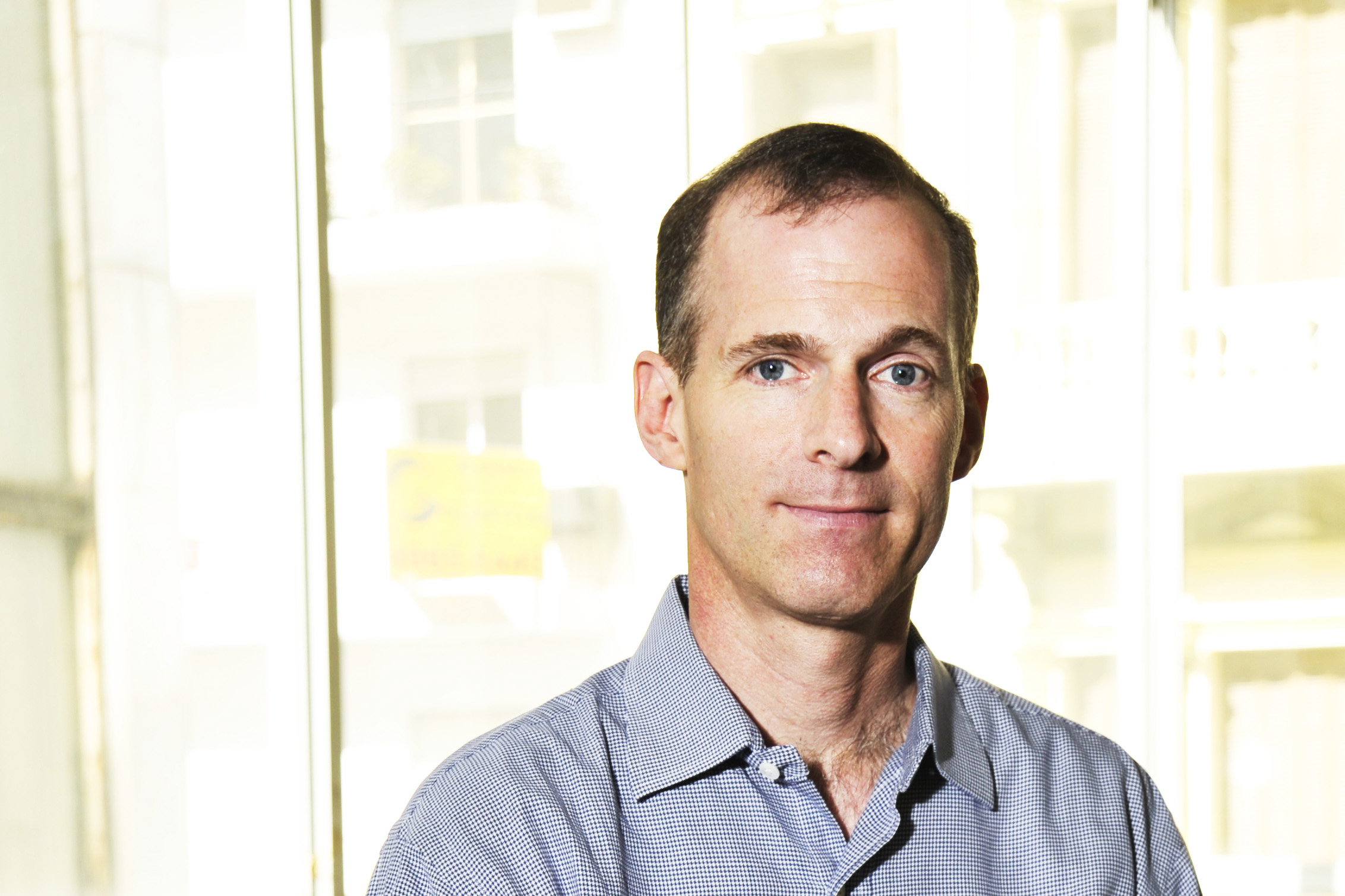
Matt Halprin en septembre 2009.

Il est diplômé de la Harvard Business School et titulaire d'un diplôme en ingénierie mécanique de l'Université Stanford. Il est membre de la fraternité Sigma Chi.

## Activités
Avant de rejoindre eBay où il a travaillé six ans à la tête d'une équipe de quatre-vingt-dix statisticiens, gestionnaires des politiques et chefs de produits en assurant la coordination de deux mille employés, Matt Halprin était partenaire et vice-président chez Boston Consulting Group, où il était responsable du département technologies sur les questions de stratégie d'entreprise et de développement. Auparavant, il exerçait les fonctions de président marketing et développement chez Quadlux.
Halprin est entré au conseil d'administration de la Sunlight Foundation, de DonorsChoose.org, et de Goodmail Systems après plusieurs partenariats initiés par Omidyar Network, son employeur depuis son départ d'eBay.
En 2009, Halprin a été désigné comme neuvième membre du conseil d'administration de la fondation Wikimedia en exécution d'un protocole d'accord portant sur un don de deux millions de dollars opéré par son employeur.
Son mandat a été prorogé d'un an par résolution spéciale de la fondation Wikimedia.